# Jehan de Trie
Jean II de Trie, o italianizzato in Giovanni II di Trie (1225 circa – 11 luglio 1302), è stato un generale francese il primo ad avere il nome Giovanni I e il secondo della sua casata ad essere conte di Dammartino.
Nel 1272, alla morte del padre, Mathieu, succedette a Dammartin[o] e come signore di Trie e di Mouchy. In qualità di troviero gli vengono attribuiti due chansons courtoises. Una di queste, Bone dame me prie de chanter, viene talvolta attribuita a Teobaldo I di Navarra o a Gace Brulé. L'autorialità dell'altra, Li lons consirs et la grans volentés, è contesa. Entrambe sono isometriche, decasillabiche e doriche, arrangiate nella forma bar e inizianti con la sensibile (il settimo grado). A un certo punto in Bone dame si verifica un insolito salto d'ottava verso il basso.
Giovanni muore nei pressi di Courtrai nella Battaglia degli speroni d'oro, combattendo dalla parte dei francesi contro i fiamminghi, l'11 luglio del 1302. La sua prima moglie fu Ermengarda; la seconda, Yolanda, figlia di Giovanni I di Dreux. Quest'ultima gli diede due figli: Renaud, che gli succedette, e Mahaut, che nel 1298 sposò Henri de Vergy (morto nel 1333).

## Fonti
- (FR)  Thierry Claerr. "Jean de Trie, comte de Dammartin et poète lyrique du XIIIe. siècle, est-il le héros du Roman de Jehan de Dammartin et Blonde d'Oxford?" Romania, 117:1–2 (1999), 258–72.
- (EN)  William J. Courtenay. "Between Pope and King: The Parisian Letters of Adhesion of 1303." Speculum, 71:3 (1996), 577–605.
- (FR)  Holger Petersen Dyggve. Trouvères et protecteurs de trouvères dans les cours seigneuriales de France. Helsinki, 1942.
- (EN)  Theodore Karp. "Jehan de Trie." Grove Music Online. Oxford Music Online. (url consultato il 20 settembre 2008).